# Thury-sous-Clermont
Thury-sous-Clermont är en kommun i departementet Oise i regionen Hauts-de-France i norra Frankrike. Kommunen ligger i kantonen Mouy som tillhör arrondissementet Clermont. År 2022 hade Thury-sous-Clermont 670 invånare.

## Befolkningsutveckling
Antalet invånare i kommunen Thury-sous-Clermont
| Referens: INSEE |